# Brick Like Me
"Brick Like Me" é o vigésimo episódio da vigésima quinta temporada da série animada de comédia de situação The Simpsons, sendo exibido originalmente na noite de 4 de maio de 2014 pela Fox Broadcasting Company (FOX) nos Estados Unidos. No episódio, Homer acorda em uma Springfield feita de peças do jogo Lego, e deve descobrir o caminho da saída antes que ele fique preso para sempre no mundo de plástico.
O episódio foi bem recebido pela crítica de televisão especializada e, de acordo com o instituto de mediação de audiências Nielsen, foi assistido por 4,39 milhões de espectadores em sua exibição original e recebeu uma quota de 2.0/6 no perfil demográfico de telespectadores entre os 18 aos 49 anos de idade.

## Produção

Pôster utilizado para promover o episódio.

"Brick Like Me" foi escrito por Brian Kelley, que fez sua segunda participação como roteirista nesta temporada (sendo a primeira em "Specs and the City"). O episódio foi dirigido por Matthew Nastuk.
Em entrevista ao TV Guide em abril de 2014, o produtor executivo Matt Selman falou sobre quanto tempo levou para produzir o episódio: "Nós literalmente estamos nessa coisa há dois anos — o dobro do tempo que leva para fazer um dos nossos episódios regulares — e esse é um espaço de tempo muito longo para uma comédia de televisão. Deveria haver uma história real e emocional, e não apenas uma piada de nossos roteiristas que cresceram nos anos 1970 montando mundos de plásticos." Jill Wilfert, vice-presidente de licenciamento e de entretenimento do Grupo Lego, aparentou estar otimista, comentando: "Estamos muito exigentes sobre como nossa marca é representada, e The Simpsons, que é tão famosa por sua sátira, tem seu próprio ponto de vista distinto. Ninguém no show está acostumado a lidar com contribuição criativa do lado de fora. Mas, em sua essência, a marca Lego é sinônimo de criatividade e imaginação." Wilfert completou dizendo que esta é "uma oportunidade para nos tornarmos um pouco mais ousados do que poderíamos ser normalmente. Provavelmente vamos atrair um público mais jovem para o show, aproveitando a oportunidade de se tornar um pouco mais familiar".
A ideia do episódio foi concebida há alguns anos, quando a empresa de brinquedos aproximou-se da Fox com a produção de uma versão Lego da casa dos Simpsons, que foi colocada à venda em fevereiro de 2014. Enquanto a mercadoria ainda estava em produção, Wilfert lançou a ideia de um couch gag (cena da sequência de abertura do show): "Eu solicitei à equipe a fazer um couch gag no estilo Lego. Eles rapidamente responderam: Esqueça o sofá! Vamos fazer um episódio inteiro!". O produtor executivo Al Jean falou sobre as semelhanças com o filme homônimo, dizendo: "Nenhum de nós viu o filme até a história ter sido definida." Matt Selman acrescentou: "As semelhanças não são completamente intencionais. Nós nem sequer sabíamos que havia um filme em Lego! [...]". O roteirista do episódio, Brian Kelley, falou sobre como o estilo diferenciado de animação, em CGI, forçou a equipe a trabalhar de uma forma totalmente nova: "Com este estilo de animação, [...] cada personagem que usamos teve que ser concebido a partir de um modelo 3D, o que levou muito tempo e dinheiro."
Kelley também explicou que a chance de incluir todos os cidadãos de Springfield no episódio veio em uma sequência na Igreja: "Nós colocamos o máximo de personagens que pudemos naqueles bancos. [...] Sabíamos que o público iria 'odiar' se não encontrasse o seu personagem favorito no estilo Lego". Selman concluiu: "Alguns de nossos episódios podem ficar um pouco escandalosos, mas em South Park, por exemplo, fazer o seu próprio episódio em Lego seria como 'enlouquecer!'".

## Enredo
Homer é atingido na cabeça por uma figura de Kenda Wildwill (uma paródia de Katniss Everdeen, de Jogos Vorazes) em uma convenção Lego, que Comic Book Guy havia construído. Desmaiado, Homer acorda em uma realidade alternativa feita de peças do jogo. Enquanto todos estão curtindo o novo mundo, Homer tem alguns flashbacks de sua antiga vida (a partir de memórias em que ele e Lisa constroem uma cidade feita em Lego) e procura encontrar uma maneira de voltar para o mundo da animação 2D. Porém, Comic Book Guy deseja impedi-lo de acabar com a fantasia, enviando vários conjuntos de Lego para atacá-lo. Encurralado, Homer pede ajuda a Bart (que está reconstruindo a Escola Primária de Springfield, que entrou em colapso após uma brincadeira feita por ele). Com algumas peças alternativas, Bart cria um poderoso robô feito de pedaços de vários conjuntos, destruindo a loja de Comic Book Guy. Depois de ser subjugado, Homer encontra um portal, acorda no mundo "real", e reconhece que a sua filha está crescendo.
Na cena final Homer, Marge e Lisa estão no cinema assistindo "The Survival Games" (uma outra paródia de Jogos Vorazes).

“Não, este é um novo enredo!”

Homer Simpson, após ser questionado por Lisa sobre a semelhança deste episódio com o filme The Lego Movie.

## Repercussão

### Audiência
De acordo com o sistema de mediação de audiências Nielsen, "Brick Like Me" foi assistido por 4,39 milhões de telespectadores em sua transmissão original nos Estados Unidos, com uma quota de 2.0/6 no perfil demográfico dos adultos entre as idades de 18 a 49 anos, o que significa que foi assistido por 2% de todas as pessoas adultas com faixa etária entre os 18 aos 49 anos nos EUA, e por 6% de todas as pessoas adultas de 18 a 49 anos de idade assistindo televisão no momento da transmissão. Foi o segundo show mais assistido da Fox naquela noite, vencendo Bob's Burgers (2,23 milhões/1.1), American Dad! (2,51 milhões/1.3) e Cosmos: A Spacetime Odyssey (4,08 milhões/1.6), mas perdendo para Family Guy (4,40 milhões/2.2). Este episódio teve cerca de 940 000 telespectadores a mais em comparação ao episódio anterior, "What to Expect When Bart's Expecting". Foi o segundo em seu horário de exibição, atrás apenas de Once Upon a Time, da ABC (que registrou 6,86 milhões e uma quota de 2.1/8). Na temporada como um todo, foi o nono episódio mais assistido.

### Análise da Crítica
| Críticas profissionais | Críticas profissionais |
| Avaliações da crítica  | Avaliações da crítica  |
| Fonte                  | Avaliação              |
| ---------------------- | ---------------------- |
| The A.V. Club          | A-                     |
| Revista Time           | (positiva)             |
| IGN                    | 8.2/10                 |
| DenOfGeek              | [ 17 ]                 |
| PasteMagazine          | 8.6/10                 |
| NoHomers Club          | 4.11/5                 |
| Collider               | D                      |

No geral, o episódio recebeu críticas positivas a partir dos analistas de televisão. Jesse Schedeen, da IGN, o classificou como "ótimo" e atribuiu uma nota 8.2/10, dizendo que "as semelhanças com o filme são infelizes, mas ainda há muita diversão neste último episódio marco dos Simpsons. Enquanto o show ainda está no ar, qualquer desvio do normal é bem-vindo. Há uma abundância de valor de entretenimento em ver uma Springfield 'LEGO-lizada' e ter seus habitantes como blocos. Agora, a única questão é o que os produtores irão 'cozinhar' para a celebração do episódio 600". James Poniewozik, da Revista Time, também foi positivo, dizendo que "'Brick Like Me' prova que a série ainda tem algo a nos mostrar, pelo menos algumas vezes [...]". Dennis Perkins, do The A.V. Club, deu ao episódio um A-, dizendo que "este é um milagre de episódio. Sincero, inventivo, primorosamente executado e bem escrito que reforça o que venho dizendo durante toda esta temporada: não há nenhuma razão pela qual a série não possa ser boa novamente". Tim Surette, da TV.com, disse que o episódio "era apenas um saco de peças aleatórias se unindo em um esforço para formar algo maior [...]. Porém, visualmente foi um espanto, reconstruindo Springfield em um brilhante visual 3D, tijolo por tijolo, e é por essa característica que o episódio será sempre reconhecido". Chris Morgan, do Paste, atribuiu uma nota 8.6/10, dizendo que "o episódio poderia ter sido preguiçoso, mas é de longe o melhor desta temporada, e também um dos melhores da memória recente. Ele é inteligente e visualmente impressionante e, o mais importante, muito bem-humorado. Tony Sokol, do Den of Geek, deu ao episódio quatro estrelas e meia (de um máximo de 5), dizendo que "não é recheado de piadas" mas que "sempre será considerado um clássico, e os fãs o reconhecerão instantaneamente como o 'episódio feito de Lego'".
Matt Goldberg, do site Collider, não foi tão positivo, e deu ao episódio um D, dizendo: "Para mim, a razão do episódio Lego/Simpsons não é porque os brinquedos necessitam de histórias. As pessoas ficaram chocadas quando assistiram ao filme porque ele era bom e tinha realmente um grande história no centro, além de ser engraçado e bem animado. Em comparação, os Simpsons, aparentemente, ficaram sem enredos. [...] Vou ter sempre um lugar especial no meu coração para os Simpsons, mas "Brick Like Me" mostra que sua antiga glória está em pedaços."